# Palingenesi
Palingenesi (från grekiskans palin= åter och genesis = födelse) är en filosofisk åskådning baserad på återfödelse och föreställningen om att världen periodiskt återgår till ett visst ursprungstillstånd och världsprocessen ständigt upprepas.
Läran framställdes i antiken av Herakleitos och stoikerna. Tanken har i nyare tid framförts av bland andra Friedrich Nietzsche.
Palingenesi har även använts för att beteckna tanken om själavandring.
Inom biologin innebär palingenesi, att en individ under sin tidiga utveckling genomgår ungefär samma stadier som arten gjort under sin utvecklingshistoria (biogenetiska lagen).
Inom geologin är palingenesi en process vid vilken en ny magma bildas genom  total uppsmältning av äldre bergarter såsom gnejser och graniter. Vid magnans kristallisation bildas palingena bergarter. 